# Okrugljača
Okrugljača je naselje u Republici Hrvatskoj, u sastavu Općine Špišić Bukovica, Virovitičko-podravska županija. 

## Stanovništvo
Prema popisu stanovništva iz 2001. godine, naselje je imalo 307 stanovnika te 98 obiteljskih kućanstava.
| broj stanovnika |       |       | 49    | 127   | 141   | 191   | 167   | 314   | 580   | 604   | 636   | 455   | 394   | 320   | 307   | 272   | 200   |
|                 | 1857. | 1869. | 1880. | 1890. | 1900. | 1910. | 1921. | 1931. | 1948. | 1953. | 1961. | 1971. | 1981. | 1991. | 2001. | 2011. | 2021. |

## Kultura
U mjestu djeluje KUD Graničar Okrugljača.Društvo broji 40-ak članova, i aktivno djeluje već 40 godina.Sudjeluje na brojnim manifestacijama,kako kulturnog,tako i ostalog sadržaja.

## Šport
- NK Graničar, nogometni klub[6]